# Ketsui: Kizuna Jigoku Tachi
Ketsui: Kizuna Jigoku Tachi (ケツイ ～絆地獄たち～), ou simplement Ketsui, est un shoot 'em up développé par Cave paru en 2003 sur borne d'arcade PGM. La version Xbox 360 est sorti en avril 2010 au Japon.

## Système de jeu
Le gameplay de ketsui est avant tout basé sur le scoring, concrètement plus on tuera un ennemi de près, plus celui-ci lâchera des caisses numérotées de 1 à 5, la cinquième étant la meilleure caisse. Le but sera d'enchainer les morts ennemis en faisant des combos de plusieurs caisses "5" pour augmenter son score considérablement.

## Équipe de développement
- Producteur : Kenichi Takano
- Directeur : Tsuneki Ikeda
- Programmeurs : Tsuneki Ikeda, Takashi Ichimura
- Chef designer : Akira Wakabayashi
- Design des personnages : Tomoharu Saito
- Design mécanique : Akira Wakabayashi, Kengo Arai, Hiroyuki Tanaka
- Design des décors : Hiroyuki Tanaka, Hideki Nomura
- Compositeur des musiques : Manabu Namiki
- Assistants spéciaux : Toshiaki Tomizawa, Yasushi Imai, Satoshi Kouyama, AMI ALL STAFFS

## Critiques
Ce jeu n'a été testé que par un seul site français : Gameblog.